# Camponotus greeni
Camponotus greeni är en myrart som beskrevs av Auguste-Henri Forel 1911. Camponotus greeni ingår i släktet hästmyror, och familjen myror. Inga underarter finns listade.